# Hedvikin kodeks
Hedvikin kodeks (poljsko Kodeks lubiński), znan tudi kot Lubinjski kodeks, je srednjeveški ilustrirani rokopis iz sredine 14. stoletja. Obsega enainšestdeset barvnih risb in napisov, ki pripovedujejo o življenju svete Hedvike, velike vojvodinje Poljske in Šlezije, njeni družini in dogodkih, povezanih z njeno kanonizacijo leta 1267. Hedvikin kodeks podrobno opisuje Hedvikino  zakonsko življenje in njeno življenje v samostanu cistercijank  Trebnitz. To umetniško delo, odličen primer srednjeevropske gotske umetnosti, je cenjeno predvsem zaradi upodobitev mongolske invazije na Poljsko.

## Zgodovina

### Naročilo
Pisanje Hedvikinega kodeksa sta naročila Hedvikin pra-pra-pravnuk Ludvik I. Legniški in Breški in njegova žena Agneza Glogauska. Rokopis, napisan stoletje po Hedvikini smrti, ima skoraj status relikvije in je pripomogel k vzpostavitvi in širitvi kulta svete Hedvike v Šleziji.
Napisan je bil na podlagi Hedvikine hagiografije (latinsko Vita beatae Hedwigis) leta 1353 v dvorni delavnici vojvode Ludvika I. v Lubinju. Vojvoda Ludvik, vazal češkega kralja in po materini strani njegov sorodnik, po očetovi strani pa član veje poljske kraljeve dinastije Pjastov, je s tem opusom želel prispevati k slavljenju svoje slavne prednice in družine. Pisec (ali tudi ilustrator) rokopisa je bil nek Nikolaj Pruski (Nycolaus Pruzie).

### Zgodovina rokopisa
Vojvoda Ludvik je Hedvikin kodeks zapustil cerkvi svete Hedvike v Brzegu na Poljskem.  Rokopis je ostal na Poljskem približno dvesto petdeset let, prešel na češko kraljevo rodbino in bil nato doniran  samostanu v Češkem.  Po protestantski reformaciji in razpustitvi-sekularizaciji breškega kolegiatnega kapitlja leta 1534 je bil kodeks prenešen v lokalno gimnazijo. Med uničujočimi dogodki v tridesetletni vojni so knjigo prenesli v mesto Ostrov (Schlackenwerth) v zahodni Češki. Po letu 1671 so knjigo hranili v samostanu Piaristu.

### Sodobna zgodovina
Leta 1910 sta se rokopisa dokopala dva dunajska trgovca z umetninami in ga prodala filantropu Ritterju von Gutmannu.  Leta 1938 so nacistične oblasti v Avstriji zaplenile Gutmannovo umetniško zbirko. Leta 1947 
so prejšnji lastniki ponovno pridobili rokopis in ga prenesli v Kanado.  Od leta 1964 do 1983 je bil rokopis vrnjen v Evropo.   V tem času je nastala faksimilna izdaja rokopisa, ki jo je uredil nemški umetnostni zgodovinar Wolfgang Braunfels. Izšla je leta 1972 v Berlinu kot Der Hedwigs-Codex von 1353. Rokopis je bil nato prodan H.P. Krausu iz New Yorka. Od njega ga je kupila zbirka Ludwig v Kölnu. Leta 1983 je Hedvikin kodeks kupil J. Paul Getty Trust iz Los Angelesa. Izvirni rokopis je danes del zbirke Muzeja Getty pod signaturo Ms. Ludwig XI 7 in je bil do zdaj na šestintridesetih razstavah.

## Sv. Hedvika
Hedviko Šlezijsko (1174-15. oktober 1243, kanonizirana 26. marca 1267) so pri dvanajstih letih poročili s Henrikom, bodočim vojvodom Šlezije. Rodila je sedem otrok. S svojo  družino ni imela veliko stikov, kar je bilo običajno za tedanjo visoko aristokracijo. Ko je postala vojvodinja, je imela stike le s svojim bratom Ekbertom, ki je bil izvoljeni škof v Bambergu v Nemčiji. Po moževi smrti se je umaknila v cistercijanski samostan Trebnitz, ki sta ga z možem Henrikom ustanovila leta 1202. Štirinajst let kasneje je umrla in bila razglašena za svetnico.
V srednjem veku je bilo nekaj običajnega, da so se plemiške vdove umaknile v ugleden samostan. Hedvika ni po umiku v samostan nikoli sprejela redovniških zaobljub, da bi formalno vstopila v red, ker je cenila svojo svobodo zunaj in znotraj samostana. Svoji hčerki Gertrudi, ki je bila opatinja samostana, je povedala, da ne more biti uradno vezana na red, ker mora skrbeti za potrebe Kristusovih ubogih po svetu.
Po letu 1300 so začeli v Šleziji Hedviko omenjati kot zavetnico Šlezije. Cerkev na Poljskem je Hedviko počastila tako, da je v svoje obredne koledarje dodale njem praznik. Zaradi velikega števila šlezijskih katoličanov je kralj Friderik II. Veliki leta 1740 naročil gradnjo cerkve v Berlinu, znane kot stolnica sv. Hedvike.

## Namen
Hedvikin kodeks je bil  namenjen čaščenju sv. Hedvike in opisu dogodkov v njenem življenju, pomembnih za njeno svetost. Umetnostne zgodovinarje zanima predvsem enainšestdeset barvnih ilustracij, ki so izvirne in ne tiskane, kot je tiskano besedilo. V rokopisu je podrobno opisano svetničino zakonsko in spokorniško življenje, ne vsebuje pa izjav njenih sodobnikov, ampak samo izjave pokroviteljev. Živela je ponižno, kar se je preneslo v ikonografijo rokopisa. Sveto Hedviko Šlezijsko so dojemali kot mater revnih in vir tolažbe za vdove in sirote.

## Opis

### Oblika
Rokopis obsega 204 folije. Enainšestdeset folijev je ilustritranih. Napisan je na rdeče obarvani svinjski koži. Ilustracije so naslikane s tempero, foliji pa so vpeti med lesene platnice.

### Besedilo in pisava
Na 28 folijih, ki vsebujejo samo besedilo, je opisano življenje Hedvike Šlezijske. Besedilo je razdeljeno na vita maior in vita minor. Vita maior opisuje svetničino življenje, medtem ko vita minor vsebuje molitve, pridige in opis njene kanonizacije. Pisava je velika, primerna velikosti folijev. Besedilo ima na vsaki strani po 24 vrstic in je zato pregledno in lahko berljivo. Besedilo je napisal en sam pisar, Nikolaj Pruski.

## Ilustracije
Na foliju  10v je Hedvika upodobljena s svojo družino. Podoba je časovno neskladna, ker so bile vse upodobljene osebe takrat že pokojne, vključno z njenimi starši.
Legenda o svetnici vključuje njeno puščanje krvavih sledov, ker je tudi pozimi hodila bosa.
Na foliju 12v sta ob svetnici upodobljena vojvoda Ludvik in njegova žena Agneza, mnogo manjša od svetničine celostranske podobe. Slonokoščeni kip Device z otrokom, ki ga drži svetnica, predstavlja njenega pokojnega sina Henrika, ki je umrl v boju proti mongolskim osvajalcem. Za razliko od Device Marije je Hedvika prikazana brez krone in ima namesto nje rdeče-belo avreolo. Podoba brez krone simbolizira njeno ponižnost.